# Santiago Stieben
Santiago Lautaro Stieben (Buenos Aires; 15 de agosto de 1985) es un actor, presentador, dramaturgo y productor argentino.

## Biografía
Santiago Lautaro Stieben nació en Buenos Aires el 15 de agosto de 1985. de ascendencia alemana.
Su formación actoral es muy destacable. Ha estudiado teatro con los más diversos y reconocidos profesores de esta disciplina: Helena Nesis, Hilda Bernard (con quien trabajo en las primeras temporadas de Chiquititas) y Ricardo Bartis. También con Marcelo Savignone en el Belisario Teatro. También se formó como actor en la escuela "El Espion" y tomó cursos en el C.C. San Martín y Sportivo Teatral.

## Carrera
Stieben comenzó su carrera en televisión realizando la tira juvenil Chiquititas, creada por Cris Morena en 1996. "Chiquititas", proyecto multipremiado del canal Telefe que lo llevó a participar de cuatro temporadas en televisión, y cuatro temporadas en teatrales en el Gran Rex formando parte de un éxito de audiencia y espectadores. Su personaje Roña se destacaba entre el elenco protagonista.
A partir del 2000 participó en numerosos proyectos con reconocidos directores, destacando Tiempo Final de Sebastián Boresztein, Los Simuladores de Damián Szifron, Disputas de Adrián Caetano, Mujeres Asesinas de Daniel Barone. entre muchos otros. Participó de varias puestas teatrales en salas como ND Ateneo, Teatro Regina, Andamio 90. Dirigido por Claudio Dapassano, Graciela Pal y Rita Terranova respectivamente. En 2005 fue parte del elenco de 1/2 Falta, serie juvenil de la productora Polka.
A partir de 2008 comenzó a conducir el segmento "Disney Planet" que lo llevaría a entrevistar actores de Hollywood, y visitar los estudios de grabación de diversas películas, entre ellas Bolt, A Christmas Carol, John Carter, The Muppets, Pirates of the Caribbean: On Stranger Tides, Oz the Great and Powerful, Iron Man 3 e Inside Out
A su vez siguió trabajando como actor en los proyectos que la compañía Disney Channel emitía desde su canal. Allí se lo pudo ver en Higway Rodando la aventura, Peter Punk, Cuando toca la campana (versión Latinoaméricana de "Quelli dell'Intervallo" de Disney Channel Italia, Junior Expréss, Jungle Nest, y Soy Luna.                                     
En 2016 comienza O11CE proyecto de Disney Channel que lo lleva nuevamente a la tira diaria, oficiando de preparador físico de un equipo de fútbol juvenil. Esta serie cuenta con 220 capítulos y fue emitida a más de 45 países en los 5 continentes. Con mayor repercusión en América Latina, España, Italia, Polonia, Inglaterra, Holanda, Alemania y Turquía entre otros tantos.
En 2018 forma la compañía teatral con la que llevaría adelante "Se Alquila", una obra española, adquirida, adaptada, producida y protagonizada por Stieben y un grupo de colegas. El proyecto seguía en actividad, y se esperaba una propuesta de streaming hacia el 2020.
En julio de 2020, se estrenó la película "Yo, adolescente", de Lucas Santa Ana, con Renato Quattordio. En este film Santiago trabajó junto a Malena Narvay, Thomas Lepera y Jerónimo Giocondo Bosia. 
Las películas "Amor Bandido", de Daniel Werner (con Renato Quattordio) y "Existir", de Gabriel Grieco (con Sofía Gala Castiglione, Luis Machín y Vanesa González) esperan su estreno para 2021.
Santiago Stieben también prestó su voz para varios proyectos de Doblaje: "Pecezuelos" (Milo), "Ultimate Spider Man" (Iron Firt), Riker Lynch, músico de la Banda R5. Además, "Austin & Ally", "SlugTerra", "Wonder Over Younder", "Phoenix Batch", "Ella the Elephant", "R5" en Radio Disney Music Awards.
Otra área en donde se destaca su participación es en la conducción de eventos, tantos televisivos como privados, como "El Mágico Especial Navideño", desde los parques de Walt Disney World en Florida: especial televisivo con invitados especiales (Sofía Carson, Ariana Grande) y desfile de carrozas temáticas.

## Filmografía

### Televisión
| Año            | Título                               | Personaje               | Notas                            | Canal          |
| -------------- | ------------------------------------ | ----------------------- | -------------------------------- | -------------- |
| 1996-1999/2001 | Chiquititas                          | Roña / Tiago            |                                  | Telefe         |
| 1999-2000      | La movida del verano                 | Él mismo                | Cronista / Movilero              | Telefe         |
| 1999           | Susana Giménez                       | Él mismo                | Entrevista: "Susanitas del 2020" | Telefe         |
| 1999           | El Show de Videomatch                | Él mismo                | El show del chiste               | Telefe         |
| 2000           | Tiempo final                         | Tomás                   | Episodio: "La terapeuta"         | Telefe         |
| 2000           | Buenos vecinos                       | Pilu                    |                                  | Telefe         |
| 2000           | Los médicos de hoy                   | Leandro                 | Canal 13                         |                |
| 2001           | PH, propiedad horizontal             |                         | Azul Televisión                  |                |
| 2001           | Un cortado, historias de café        | Participación especial  | TV Pública                       |                |
| 2001           | Los simuladores                      | Alumno                  | Episodio: "El joven simulador"   | Telefe         |
| 2002           | Kachorra                             | Estudiante              |                                  | Telefe         |
| 2003           | Disputas                             | Joven con Gloria        | Temporada 1 (Escena eliminada)   | Telefe         |
| 2003           | Dr. Amor                             |                         |                                  | Canal 13       |
| 2005           | 1/2 falta                            | Ezequiel Herrera "Erre" |                                  | Canal 13       |
| 2006           | Amo de casa                          |                         | Canal 9                          |                |
| 2007           | Mala rata                            | Pablo                   | Serie web                        | Internet       |
| 2008           | Socias                               | Iván                    | Elenco secundario                | Canal 13       |
| 2008           | Mujeres asesinas                     | Luis                    | Episodio: "Alicia, deudora"      | Canal 13       |
| 2008-2018      | Disney Planet                        | Él mismo                | Conductor                        | Disney Channel |
| 2009           | Los exitosos Pells                   | Fan de Martín Pells     | Participación especial           | Telefe         |
| 2010           | Highway: Rodando la Aventura         | Varios                  | Elenco secundario                | Disney Channel |
| 2010-2012      | Zapping Zone                         | Él mismo como Conductor | Él mismo como Conductor          | Disney Channel |
| 2013-2015      | Mágico especial navideño             | Él mismo como Conductor | Él mismo como Conductor          | Disney Channel |
| 2013           | Cuando toca la campana               | Ramiro                  | Personaje recurrente             | Disney Channel |
| 2014           | Junior Express                       | Salvador                | Participación especial           | Disney Channel |
| 2016           | Soy Luna                             | Arcade                  | Personaje recurrente             | Disney Channel |
| 2016           | Jungle Nest                          | Jeff Bilbao             | Participación especial           | Disney Channel |
| 2017-2019      | O11CE                                | Vitto Voltaglio         | Personaje principal              | Disney Channel |
| 2022           | Limbo                                | León                    | Episodio: "Comunidad"            | Star+          |
| 2022           | El encargado                         | Policía cervecería      | Episodio: "Chofer nocturno"      | Star+          |
| 2022           | Freeks                               | Blas                    |                                  | Disney+        |
| 2023           | Argentina, tierra de amor y venganza | Tincho Álvez            | Participación especial           | Canal 13       |

### Teatro
| Año       | Título         | Teatro                        | Rol              | Dirección                      |
| --------- | -------------- | ----------------------------- | ---------------- | ------------------------------ |
| 1996-1999 | Chiquititas    | Teatro Gran Rex               | Roña / Tiago     | Cris Morena                    |
| 2002      | Diez corazones | Teatro ND Ateneo              | -                | Claudio Da Passano             |
| 2003      | Eliott Ness    | Teatro Regina                 | Eliott Ness      | Graciela Pal                   |
| 2008      | Amis-Tad       | Obra para escuelas            | Amis             | Alfonso Burgos                 |
| 2015-2016 | Prueba de amor | Andamio 90 / Espacio Kyo      | Federico Guinter | Rita Terranova                 |
| 2018-2019 | Se alquila     | Teatro Buenos Aires           | Andrés           | Alfonso Burgos                 |
| 2020      | Pestañame      | Microteatro BA                | -                | Tatiana Santana                |
| 2022      | Señales        | Teatro El Excéntrico de la 18 | Lautaro          | Nicolás Di Cocco / Lucia Surey |
| 2024      | IMPRO al 2020  | Centro Cultural Morán         | El mismo         |                                |

### Cine
| Año  | Título                 | Rol                              | Director                             |
| ---- | ---------------------- | -------------------------------- | ------------------------------------ |
| 2000 | Hybris                 | -                                | Universidad Nacional de Buenos Aires |
| 2001 | Marisol                | Lisardo                          | Mariano Biasin                       |
| 2006 | El pibe de ningún lado | El Pibe                          | Ignacio Nazarevich                   |
| 2019 | Yo, adolescente        | Profesor de Ed. Física           | Lucas Santa Ana                      |
| 2021 | Existir                | Empleado de Estación de Servicio | Gabriel Grieco                       |
| 2021 | Amor bandido           | Preceptor                        | Daniel Werner                        |

### Actor de doblaje
| Año       | Título                    | Rol                                      | Canal          |
| --------- | ------------------------- | ---------------------------------------- | -------------- |
| 2010-2014 | Pecezuelos                | Milo / Milo el Manso y voces adicionales | Disney Channel |
| 2012-2017 | Ultimate Spider-Man       | Iron Fist / Daniel "Danny" Rand          | Disney XD      |
| 2014      | Yo-Kai Watch              | Andy                                     | Disney XD      |
| 2014      | Radio Disney Music Awards | R5                                       | Disney Channel |
| 2014      | R5                        | Riker Lynch                              | Entrevistas    |
| 2015      | Austin & Ally             | Tom Fonss                                | Disney Channel |
| 2018-2019 | Los vengadores unidos     | Iron Fist / Daniel "Danny" Rand          | Disney XD      |

Otros doblajes:
- SlugTerra
- Wander Over Yonder
- Phoenix Batch
- Ella the Elephant